# Jacob et Esaü
Pour plus de détails, voir Fiche technique et Distribution.
Jacob et Esaü (Giacobbe ed Esaù) est un film dramatique italien sur un récit biblique, sorti en 1963, réalisé par Mario Landi.

## Synopsis
Jacob et Esaü, fils d'Isaac, sont en concurrence pour obtenir la succession de leur père. Jacob, plus rusé, prend l'avantage sur Esaü, qui décide de se venger, obligeant Jacob à la fuite. Leur rencontre finale sera une réconciliation.

## Fiche technique
- Titre : Jacob et Esaü
- Titre original italien : Giaccobe ed Esaù
- Réalisation : Mario Landi
- Genres : film dramatique, film biblique
- Musique : Carlo Savina
- Montage : Renato Cinquini
- Durée : 94 min
- Pays de production :  Italie
- Année de sortie : 1963

## Distribution
- Fosco Giachetti : Isaac
- Edmund Hashim : Jacob
- Ken Clark : Esaü adulte
- Massimo Serato : Ismaël
- Elisa Cegani : Rébecca
- Ennio Girolami : Esaü jeune
- Wandisa Guida : Judith
- Rossana Mace : Rachel